# 接招
接招合唱團（英語：Take That）是于1990年成立的英格兰男子流行演唱组合。成員包括蓋瑞·巴洛、霍華德·唐納德、傑森·奧蘭奇、馬克·歐文和羅比·威廉斯。蓋瑞·巴洛為主唱兼主要創作詞曲人。
1990—1996年间，接招合唱團总共售出1900万张唱片，該團于1996年宣布解散，2005年又宣布重新组合复出。接招合唱團曾被英國廣播公司譽為「披頭四之後最受歡迎的英國樂團」。

## 简历

### 1989–93: Take That and Party 组建
接招合唱團的崛起，要回溯到80年代。15歲就參加BBC歌唱與創作比賽的蓋瑞·巴洛（Gary Barlow），在曼徹斯特結識了兒童時代曾經當過模特兒的歌手馬克·歐文（Mark Owen），兩人開始成為搭檔。曾經當過DJ的霹靂舞者霍華·唐納（Howard Donald）在參加舞團的時候，遇見了因為在街頭跳舞而被電視節目網羅的傑森·奧蘭奇（Jason Orange），惺惺相惜，決定另外組團。這兩支搭檔，都引起了經紀人奈吉爾·馬汀史密斯（Nigel Martin-Smith）的注意。
由於馬汀史密斯發現，自從兄弟情深（Bros）解散之後，英國樂壇上已經找不到任何一支類似美國街頭頑童（New Kids on the Block）那種年輕男孩組成的樂隊，因此萌生構想，打算結合巴洛的創作才華、歐文的歌喉、以及兩位舞者的男孩偶像團隊。但是，他總覺得這還似乎不夠，需要再找一位能歌善舞的人才，於是刊登廣告、公開徵人。曾經當過業務員的羅比·威廉斯（Robbie Williams）前去應徵，雖然首度試唱的時候讓馬汀史密斯相當反感，但他的演藝潛能仍然使得馬汀史密斯決定予以錄用，就這樣完成了合唱團的編組。從1990年起，馬汀史密斯為他們設計了充滿性感的風格，安排他們在英國各地的許多同志俱樂部表演，最主要是因為馬汀史密斯本人是個同志，而同志俱樂部也比較容易找到演出的機會。

### 1993–95: Everything Changes, Nobody Else, 大获成功
前後兩年的努力之後，接招合唱團在1992年獲得了唱片合約，由於他們先前的背景，他們首支單曲「Do What You Like」的MV演出了他們裸體上陣、在身上塗抹果醬的情節，「同志團體」的標籤跟他們緊緊相隨，也使得他們無法獲得少女市場的認同，直到他們以比較「異性戀」的形象翻唱了「It Only Takes A Minute」，才獲得第七名、並且開始崛起，接著，他們更以翻唱的「Could It Be Magic」造成空前的轟動。1993年，他們的第二張專輯「Everything Changes」連續締造了四首英國冠軍曲，也就此風靡國際。1995年，接招的第三張專輯「Nobody Else」又因為單曲「Back For Good」而大獲成功。

### 1995–96: 解散 與 第一張精選輯
1995年7月，羅比·威廉斯想擺脫接招合唱團的乖乖仔形象（clean-cut image），開始與有反叛形象的綠洲樂團（Oasis）密切來往。就在這個時候，團體內部卻開始有了紛爭，不但生性叛逆的，罗比·威廉姆斯打算擺脫「乾淨」的形象而讓老闆馬汀史密斯很不高興，他和蓋瑞巴洛之間的爭執也更加的白熱化，羅比與其它團員之間的芥蒂越來越深，決定單飛。在他宣告退出接招合唱團之後，其餘四個團員仍繼續負責專輯的宣傳。1996年2月13日，接招合唱團宣佈解散的消息。在推出首張精選集、並且以翻唱的「How Deep Is Your Love」拿到最後一次冠軍之後，該團正式散夥。

### 2005–06: Never Forget 與 The Ultimate 巡演

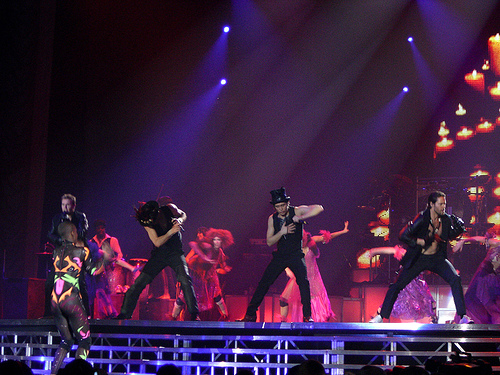
接招在新堡Metro Radio 體育場，2007年

在接招合唱團解散之後，幾位團員分別展開個人生涯。蓋瑞巴洛推出過兩張個人專輯後，逐漸走入幕後。罗比·威廉姆斯以「壞小子」的形象，成了獨霸一方的超級巨星，馬克歐文陸續發表過三張專輯，霍華唐納成了著名的DJ，而傑森奧蘭奇則轉向戲劇舞台發展。2005年，老東家籌畫TT的第二張精選集，幾個在分手之後不再聯絡的團員經過考慮，同意配合相關的宣傳，他們原本擔心罗比·威廉姆斯會拒絕合作，但他還是在BBC的特別節目中露面，只不過沒有跟其他人一起出現而已。
節目播出後，獲得了驚人的熱烈反應，羅比之外的四個人也決定重新攜手，不但在2006年展開巡迴，並且以據說高達300萬英鎊的簽約金加盟環球唱片，進行新專輯的製作。他們請來著名的歌曲作家兼製作人約翰·宣克斯（John Shanks）負責掌舵，雖然曾經有傳言指出，羅比威廉斯也可能參與部分歌曲的錄音，而另外四個人也公開表示隨時歡迎他歸隊，最後他還是沒有參加。10月10日，專輯的首支主打單曲「Patience」在BBC正式首播，接著他們暌違10年的第4張錄音室專輯「Beautiful World」也在11月27日推出，果然造成了預期中的轟動。

### 2006–08: Beautiful World
曾經有人懷疑，接招合唱團復出歌壇的專輯，很可能仍然延續著他們先前的風格，頂多為死忠的老歌迷帶來一些「懷舊」的情調。專輯發表之後，他們以精彩的表現掃除了那些疑慮。在約翰宣克斯的導航之下，他們走出了一條成熟的新路線，而且四位團員都親自參與了歌曲的創作，不再像過去那樣，只有蓋瑞巴洛一個人獨當一面。專輯開頭的第一首歌曲「Reach Out」，立即以暢快的節奏帶來引人入勝的表現，非常討好。由蓋瑞巴洛擔任主唱的首支單曲「Patience」無比的動人，甚至可以讓人感覺，就算其餘的歌曲都不怎麼樣，光是憑著這首歌，就已經值回票價了。事實上，這首歌上榜的第二個星期就登上冠軍寶座，成了TT的第九首冠軍。當然，這並不是唯一的好歌。專輯的同名標題歌曲「Beautiful World」由霍華唐納主唱，把他的歌喉做出了很好的發揮。我們可以發現，四位團員不但都參與了創作，也都分別獲得獨當一面、擔任主唱的機會。接下來的「Hold On」，就是由馬克歐文負責主唱的，歌曲的中段尤其精彩。「Like I Never Loved You At All」跟著出現，再度由蓋瑞主唱，雖然節奏比較快，對於情感的詮釋仍然令人心動。這張專輯是英國音樂史上最暢銷專輯中第35名。

### 2010-12：Progress和羅比·威廉斯的回歸

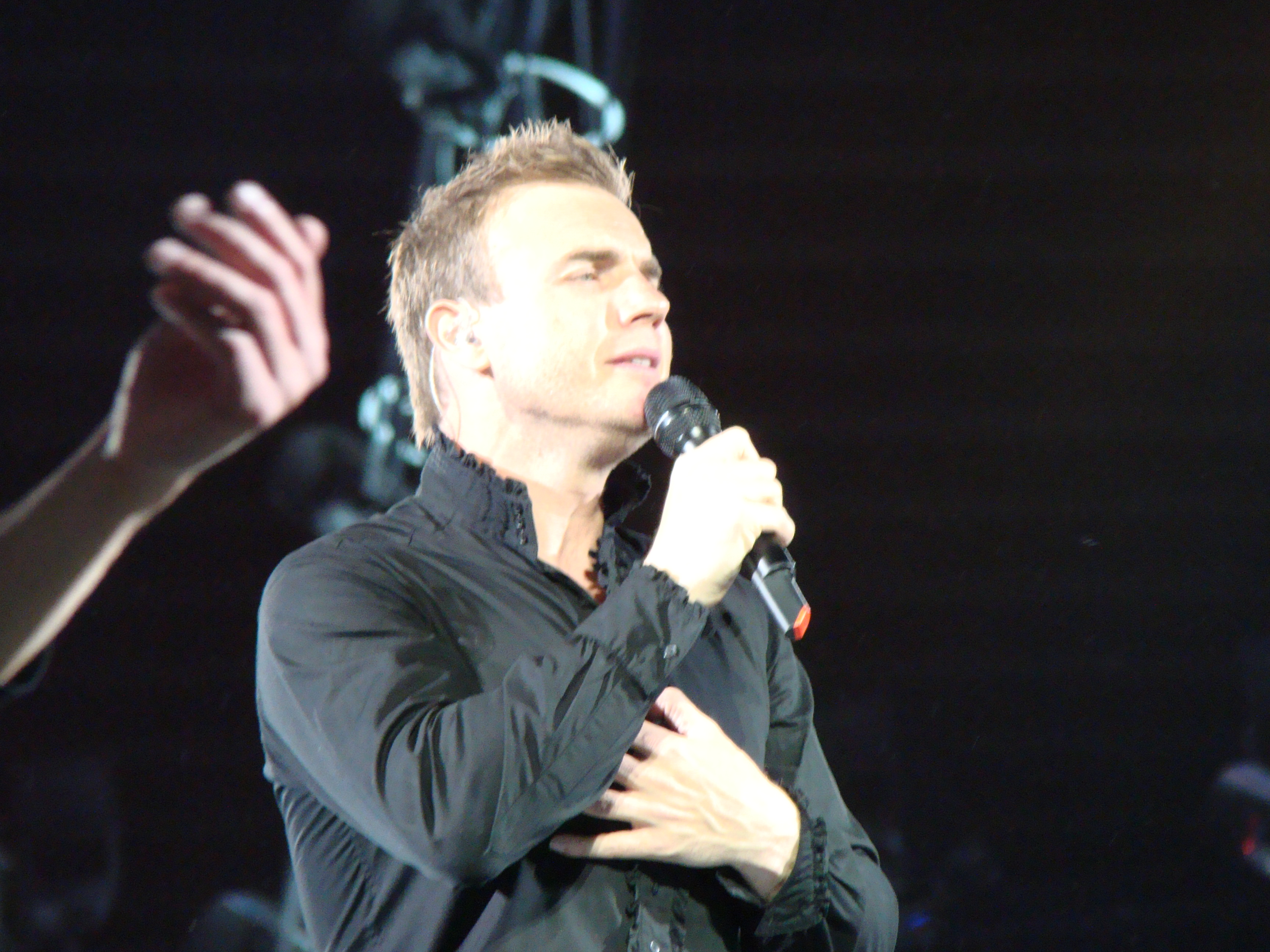
接招，2009年在光明球場的演出

英國當地時間2010年7月15日，接招合唱團正式宣布離隊15年的羅比·威廉斯已經歸隊，並且開始錄製重新五人聚首後的首張專輯。2010年11月15日，萬眾期待的新專輯Progress面世，專輯推出後即登上英國專輯排行榜冠軍，成為本世紀銷售速度最快的專輯及流行榜史上最暢銷專輯。Progress亦是2010年最暢銷的專輯，24天的銷量超過100萬張；截至2011年6月，專輯銷量已達二百八十萬張；得到國際唱片業協會(IFPI)的認證雙白金銷量：在歐洲售出二百萬張。英國時間2011年6月13日，該專輯連同迷你專輯Progressed發行，包含了Love Love等8首未曾推出的新曲。目前已完成Progress的Live，發行 Progress Live DVD，收錄五人在曼徹斯特的Live和製作花絮。
2011年10月4日，羅比再次離開接招合唱團。不過與之前不同，這次的離開是友好的。該團再次暫時以4人活動，另外接招合唱團也表示，羅比隨時都可以回來。

### 2012年：第七張錄音室專輯
2011年10月4日，在完成Progress歐洲巡演後，巴洛繼續擔任X音素評審，和羅比錄製新的作品。2012年5月接招贏得Ivor Novello獎的英國音樂傑出貢獻獎。巴洛透露，他在澳大利亞已經開始為籌備新專輯做準備，據報導新專輯預計將在2013年底發行。他表示，2014年夏天接招合唱團將開始新的巡迴演唱會，宣傳新專輯。
2012年8月12日，接招合唱團擔任2012年倫敦奧運會閉幕表演嘉賓。

## 成员简介

### 蓋瑞·巴洛 (Gary Barlow)
蓋瑞·巴洛出生於1971年1月20日，為接招合唱團裡面的音樂首腦，負責大部份的詞曲創作和主唱的工作。雖然罗比·威廉姆斯是第一個離團的人，但是蓋瑞卻是第一個單飛出專輯、又拿到排行榜冠軍的人。他同時也是最有音樂才華的一位，也因此，他雖然後來淡出歌壇轉戰幕後，靠著昔日的版稅收入，仍能名列英國前50大富豪之一。 蓋瑞與經歷四年的愛情長跑，擔任舞蹈工作的女友結婚，現在已經有一個兒子、以及一個女兒了。他與新世紀風靡英倫的男孩團Blue暢銷大碟《All Rise》的幕後創作群Tim Woodcock、Elliott Kennedy組成True North創作公司，也將為Blue的第2張專輯擔綱創作。蓋瑞於2012年獲勳大英帝國勳章。

### 馬克·歐文(Mark Owen)
馬克·歐文出生於1972年1月27日，是接招合唱團裡的小可愛，想成為足球選手，也是個模仿貓王的絕佳好手。接招合唱團解散之後，曾發行過一張專輯，而且成績不錯，首支單曲還拿過排行榜的季軍，但是可惜後繼無力。更可惜的是，在準備發第2張專輯時，唱片公司高層改朝換代，馬克歐文的專輯也從此沒了著落。

### 霍華德·唐納 (Howard Donald)
霍華·唐納出生於1968年4月28日，在團內的運動細胞最好，也是團中的另一位霹靂舞高手。他是全團中第一個當爸爸的人，有一個女兒，不在舞台上表演的他，仍然醉心於與音樂有關的工作，他後來在德國慕尼黑與科隆等地知名的俱樂部擔任DJ。

### 傑森·奧蘭奇 (Jason Orange)
傑森·奧蘭奇出生於1970年7月10日，在接招合唱團中最安靜，喜愛沉思，不過他的霹靂舞跳的最好。接招合唱團解散之後，傑森將演藝重心轉到演戲上，他先參加英國Sky 1電視台製播的連續劇《夢幻樂團》演出，後來又登上倫敦劇場舞台演出。

## 獎項與提名
| 年份                 | 獲提名                                                         | 獎項                                                                 | 結果 |
| -------------------- | -------------------------------------------------------------- | -------------------------------------------------------------------- | ---- |
| 2012                 | Pray                                                           | 衛報音樂獎最佳第一單曲                                               | 獲獎 |
| 2012                 | Take That                                                      | Ivor Novello Award英國音樂傑出貢獻獎                                 | 獲獎 |
| 2012                 | Back For Good                                                  | The Official Charts Company UK Recognition award英國最受歡迎第一單曲 | 提名 |
| 2012                 | The Flood                                                      | Ivor Novello Award for PRS Most Performed Work                       | 提名 |
| 2012                 | Take That                                                      | 維京媒體音樂大獎最佳現場演出                                         | 獲獎 |
| 2012                 | Kidz                                                           | 維京媒體音樂大獎 最佳音樂音樂錄影帶                                  | 提名 |
| 2011                 |                                                                |                                                                      |      |
| Progress Live        | Audio Pro International Awards最佳現場歌聲                     | 獲獎                                                                 |      |
| Progress Live        | Audio Pro International Awards格蘭披治大獎                     | 獲獎                                                                 |      |
| Take That            | Phonographic Performance Limited Award播放次數最多的英國藝術家 | 獲獎                                                                 |      |
| Kidz                 | Spex 德國娛樂最佳音樂錄影帶                                    | 獲獎                                                                 |      |
| The Circus Live Tour | Greatest Event ever at Wembley Stadium                         | 提名                                                                 |      |
| Take That            | ECHO Award最佳國際團體                                         | 獲獎                                                                 |      |
| Take That            | 全英音樂獎最佳英國團體                                         | 獲獎                                                                 |      |
| Progress             | 全英音樂獎年度萬事達專輯                                       | 提名                                                                 |      |
| Take That            | Virgin Media最佳組合                                           | 獲獎                                                                 |      |
| 2010                 |                                                                |                                                                      |      |
| The Flood            | iTunes最佳單曲                                                 | 提名                                                                 |      |
| Progress             | iTunes最佳專輯                                                 | 提名                                                                 |      |
| Take That            | Q Award Hall of Fame                                           | 獲獎                                                                 |      |
| Take That            | 全英音樂獎30年最佳現場演出                                     | 提名                                                                 |      |
| 2009                 | Take That                                                      | GQ男性年度最佳樂隊獎                                                 | 獲獎 |
| 2009                 | Take That                                                      | Q Award最佳現場演出                                                  | 獲獎 |
| 2009                 | Greatest Day                                                   | Q Award最佳單曲                                                      | 獲獎 |
| 2009                 | Take That                                                      | 全英音樂獎英國最佳團體                                               | 提名 |
| 2008                 | Shine                                                          | Ivor Novello Award for PRS Most Performed Work                       | 獲獎 |
| 2008                 | Rule The World                                                 | Virgin最佳單曲                                                       | 獲獎 |
| 2008                 | Take That                                                      | Sony Ericsson Tour Of The Year Award接招巡迴演唱會                   | 獲獎 |
| 2008                 | Shine                                                          | 全英音樂獎英國最佳單曲                                               | 獲獎 |
| 2008                 | Take That                                                      | 全英音樂獎英國最佳現場演出                                           | 獲獎 |
| 2008                 | Beautiful World                                                | 全英音樂獎英國最佳專輯                                               | 提名 |
| 2008                 | Take That                                                      | 全英音樂獎英國最佳團體                                               | 提名 |
| 2007                 | Patience                                                       | 全英音樂獎英國最佳單曲                                               | 獲獎 |
| 2006                 | Take That                                                      | Q Idol Award                                                         | 獲獎 |
| 1996                 | Never Forget                                                   | Ivor Novello Award為最廣泛演出的歌                                   | 獲獎 |
| 1996                 | Back for Good                                                  | 全英音樂獎英國最佳單曲                                               | 獲獎 |
| 1995                 | Back for Good                                                  | Ivor Novello Award年度最佳歌曲                                       | 獲獎 |
| 1995                 | Take That                                                      | MTV歐洲音樂大獎最佳現場演出                                          | 獲獎 |
| 1994                 | Everything Changes                                             | 水星音樂獎最佳專輯                                                   | 提名 |
| 1994                 | Pray                                                           | Ivor Novello Award最佳當代歌曲                                       | 獲獎 |
| 1994                 | Pray                                                           | 全英音樂獎英國最佳單曲                                               | 獲獎 |
| 1994                 | Pray                                                           | 全英音樂獎英國最佳音樂錄影帶                                         | 獲獎 |
| 1994                 | Take That                                                      | MTV歐洲音樂大獎最佳組合                                              | 獲獎 |
| 1993                 | Could it be Magic                                              | 全英音樂獎英國最佳單曲                                               | 獲獎 |
| 1993                 | A Million Love Songs                                           | 全英音樂獎英國最佳單曲                                               | 提名 |
| 1993                 | It Only Takes a Minute                                         | 全英音樂獎英國最佳單曲                                               | 提名 |

## 其他相关
- 2007年，接招给马修·沃恩(Matthew Vaughn)导演的电影《星尘》(Stardust)创作并录制了主题曲《Rule the World》。
- 2006年4月，盖瑞·巴洛与EMI许可了一部名为Never Forget [28]的音乐剧对接招歌曲的使用权，使得该音乐剧的大部分音乐都来自于接招90年代的歌曲。该音乐剧于2007年至2008年在世界各地巡演，当2008年5月在伦敦萨伏依剧院上演的时候，接招不得不在官方网站上发表公告，声明音乐剧内容和乐队无关[28]。

## 現場樂團
- 邁克史蒂文斯 – 音樂總監，keys，吉他，薩克斯管
- 米爾頓·麥克唐納（英语：Milton McDonald） – 吉他，人声
- 李·波莫羅伊 – 貝司
- 卡洛斯·愛德華茲 – 打擊樂器
- 多納·赫本 – 鼓
- 傑米·諾頓 – 鍵盤
- 大衛·坦奇 – 鍵盤
- 班·馬克 – 吉他

## 唱片
- Take That & Party (1992)
- Everything Changes (1993)
- Nobody Else (1995)
- Beautiful World (2006)
- The Circus (2008)
- Progress (2010)
- III(2014)
- Wonderland (2017)
- Odyssey(Greatest Hits Live) (2018)
- This Life (2023)